# Periodo amarniense
El Periodo amarniense (1353 a 1336 a. C.) designa una etapa de la historia de Egipto durante la cual el faraón Akenatón reinó en su nueva capital, Ajetatón. El nombre árabe del sitio es Amarna, de ahí el nombre del periodo amarniense.
En el plano religioso, este periodo estuvo marcado por un conjunto de reformas únicas en la historia del anciano Egipto: "el rey herético" proclamó la supremacía del dios solar Atón, cerró los templos del dios tebano Amón, prohibió el culto de los dioses tradicionales y confiscó los bienes del clero a favor del Estado. 
El abandono de la tradición afectó a la iconografía, a la arquitectura, a las prácticas religiosas y en general a la vida intelectual, que se desarrollaba en torno a la religión. El arte amarniense se caracteriza por una representación de los personajes, sobre todo de la familia real, que se califica de expresionista o de caricaturesco. Esta representación contrasta con una representación delicada de la naturaleza, un naturalismo donde abundan las plantas, las flores y los animales.

## Antecedentes
La dinastía XVIII había encumbrado el culto a Amón, ya que se consideraba que su ayuda había sido crucial para expulsar a los odiados hicsos. El clero de Amón de Karnak asumió tal poder político que llegó a decidir la legitimación de los faraones. La amenaza que suponía para la monarquía comenzó a ser combatida por Amenofis II, que decidió oponerse al clero de Amón favoreciendo al de Heliópolis; Tutmosis recupera el culto solar, levantando un templo a Atón-Ra en Karnak y favoreciendo los templos de Heliópolis y Guiza. Pero la divinidad principal seguía siendo Amón. Estos faraones intentaban evitar la supremacía de la clase sacerdotal tebana apoyando a los otros templos.
Cuando Neferjeperura Amenhotep fue coronado, Egipto era un país próspero pero el clero de Amón había ido usurpando rentas y poder de forma excesiva. El nuevo faraón dedicó sus esfuerzos a anular ese poder, y para ello decidió seguir la política paterna y apoyar a Atón. Amenhotep no era el príncipe destinado a ser heredero, y había vivido en el palacio de Malgatta, en Tebas, con su madre, originaria de Heliópolis. Su primer acto político fue el ser proclamado faraón en Hermonthis en lugar de Karnac. Se sabe que construyó en Karnak cuatro templos para el dios Atón, pero la destrucción sistemática de su obra no ha dejado restos de ello. Permanecen algunos relieves del disco solar extendiendo sus rayos terminados en manos y el nombre de Atón dentro de un cartucho, lo que le asocia con la realeza.

## Ruptura
Amenhotep decidió celebrar su festival Sed en el cuarto año de su reinado, algo inusual ya que solía realizarse el año 30 del reinado, aunque podía adelantarse algo. Amenhotep y Nefertiti aparecen en las imágenes como encarnaciones de Ra y Hathor, divinidades solares.
Ese mismo año Amenhotep abandonó Tebas, la capital religiosa, y edificó su nueva capital en un lugar desértico del Egipto Medio, en Amarna: Ajetatón, El Horizonte de Atón. La corte, al igual que la cancillería real se trasladaron a Ajetatón y los notables que siguieron al rey a su nueva capital e hicieron cavar sus tumbas en los acantilados que rodean el lugar. 
Ajetatón fue construida entre Menfis, centro administrativo, y el Tebas, centro espiritual; Amenhotep cambia su nombre por el de Ajenatón, Aquel que es agradable a Atón, y se declara único interlocutor de Atón, al que declara dios único para eliminar todo tipo de injerencia de la clase sacerdotal.

## Ajetatón
Los restos de la ciudad han sido estudiados por distintas expediciones arqueológicas dirigidas sucesivamente por Flinders Petrie, Howard Carter, N.G Davies, L. Borchart y B.J. Kemp.
La ciudad no tiene una planificación cuidada.
Los edificios oficiales se levantaron a los lados de la Vía Real, una avenida que cruzaba la ciudad hasta el extremo norte, donde se encontraba el fuertemente amurallado Palacio de la rivera norte, el palacio real. En las cercanías hay viviendas lujosas y un gran almacén. En el extremo sur de la ciudad estaba el templo de Atón: la avenida se recorría para cumplir con el culto, sustituyendo a los recorridos por el Nilo que se hacían para cumplir con los otros dioses. En las estelas que marcan los límites de la ciudad se hace constar la elección del lugar por Atón.

## Arte
La iconografía de la época supone una ruptura con la tradicional: del hieratismo que representaba la majestad del rey se pasa a una representación naturalista que no duda en marcar deformidades: vientre abultado, caderas anchas. Destacan la transparencia de las ropas, tanto femeninas como masculinas. 
Durante el reinado de Amenhotep III los artistas ya habían comenzado a utilizar un estilo realista en los retratos del faraón y la reina Tiy, así como a representar a Atón de forma abstracta y no en figura. Más adelante, en la época amarniana, las nuevas características se afianzaron. Aquí podemos identificar a tres periodos:
- En los primeros años se exageraron las formas, llegando incluso a la caricatura, con rasgos casi deformes,
- Siguió una época de suavización de ese estilo,
- Al final del reinado las representaciones se acercaron a las tradicionales, en un estilo mucho más suavizado.[6]

Materiales
Se utilizan los tradicionales: piedra, madera, marfil, alabastro. Se hacían en varias piezas ensambladas, a veces de distintos materiales. Debido a esto, y a la destrucción que los faraones siguientes ordenaron, pocas piezas nos han llegado completas.
Colores
el deterioro de las estatuas y del resto de objetos no permite ver con claridad los colores originales, pero parece que en este aspecto sí se mantuvo la tradición: se usaba el blanco, amarillo, verde, marrón y negro con su significado simbólico tradicional.

### Arquitectura
La arquitectura se volcó en la construcción de la nueva ciudad, Ajetatón. El emplazamiento elegido estaba en la orilla derecha del Nilo, entre Tebas y Menfis. Se trata de un valle de 12 kilómetros de longitud por cinco de ancho, en un semicirculo de acantilados que al norte y sur llegaban hasta el río. La ciudad se planeó con un barrio oficial en el centro, con una calzada real que unía los principales edificios.

### Escultura
La estatuaria tiene varios ejemplos de una gran calidad, fijándose en reflejar los rasgos del modelo de forma real. Destaca el famoso busto de Nefertiti, conservado en el Museo de Berlín.

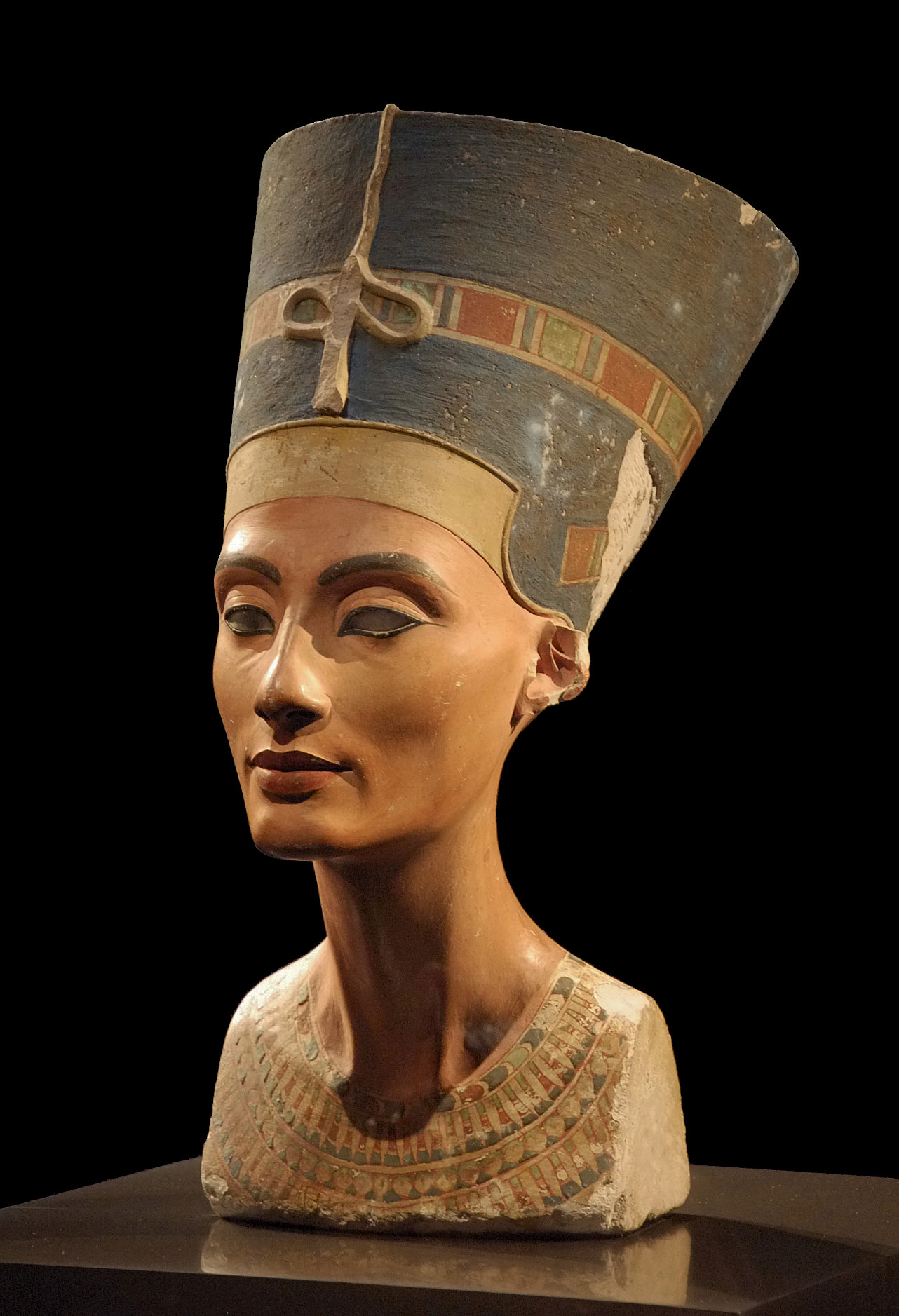
Busto de Nefertiti.

### Relieves

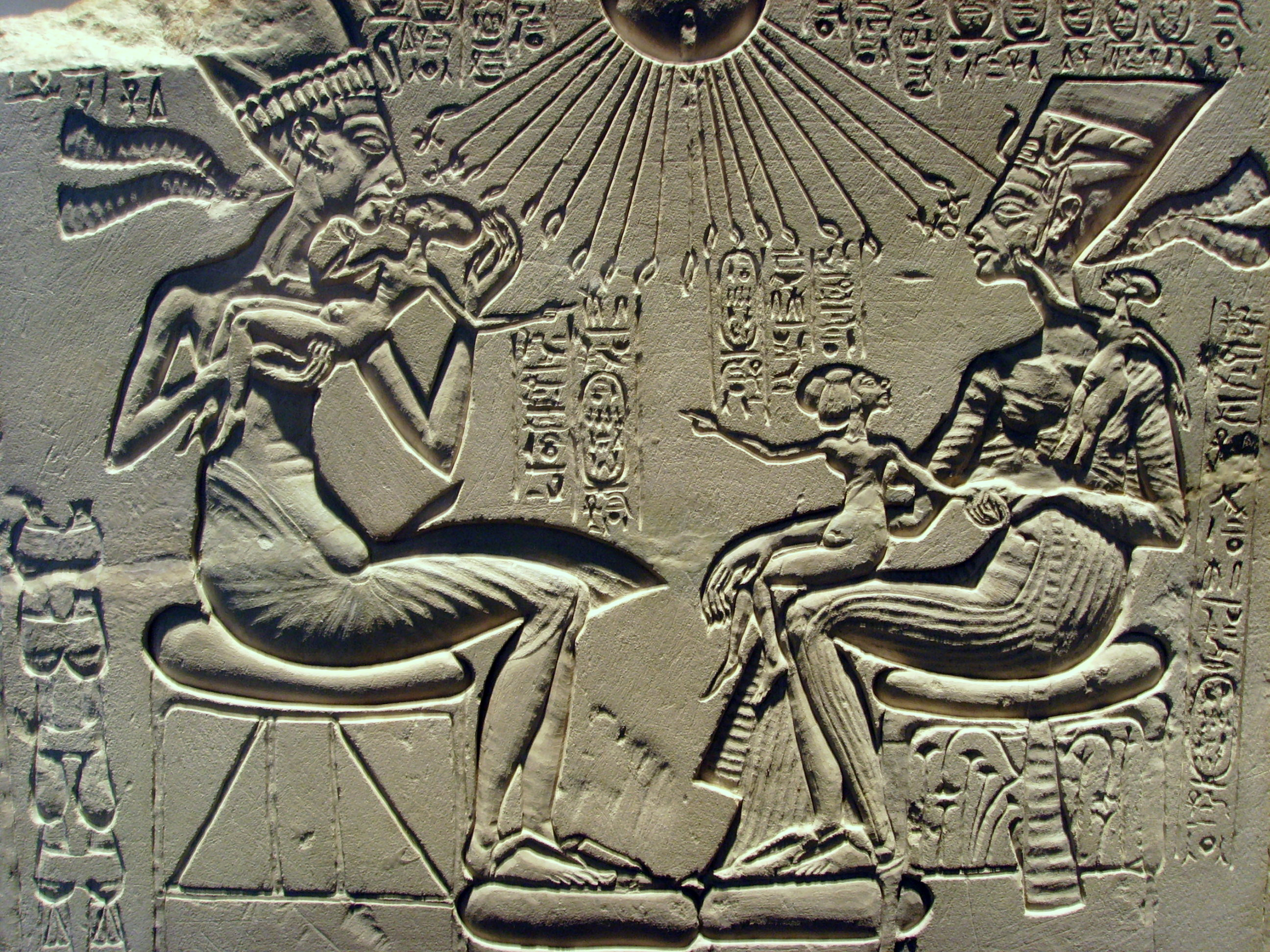
Akenatón, Nefertiti y sus hijos.

Mantiene los rasgos estéticos generales, con tres características:
- se colocan dos líneas horizontales en el cuello,
- el pie tiene marcados los cinco dedos,
- se indica el ombligo con una línea horizontal.

Mantiene la tradición de representar en un mayor tamaño al faraón que al resto de personajes, con una característica curiosa: Nefertiti va aumentando de tamaño con el paso del tiempo, lo que podría indicar bien la tendencia a abandonar esta costumbre, bien la mayor influencia política que la reina adquiría de forma gradual. 
Las estelas se trabajan mediante el relieve rehundido, tanto en las figuras como en los jeroglíficos. Estos no estaban muy cuidados.
Otra manifestación artística fueron los talatat, bloques de piedra arenisca de 50x50x22 cm. utilizados para la construcción de los templos de Karnak y en Ajetatón, que fueron reutilizados al ser destruidos los monumentos. Tienen relieves de Ajenatón y Nefertiti, temas florales y escenas de la vida cotidiana en la ciudad.

### Pintura
En la pintura comienzan a realizarse grandes composiciones, en contraposición a los registros sueltos que se pintaban hasta entonces, y se destaca el color que predomina sobre el dibujo. La familia real aparece en escenas de la vida doméstica cotidiana, y se les representa con los cráneos alargados y las manos y pies bien diferenciados. Los paisajes son naturalistas, perdiendo fuerza el uso de convencionalismos.

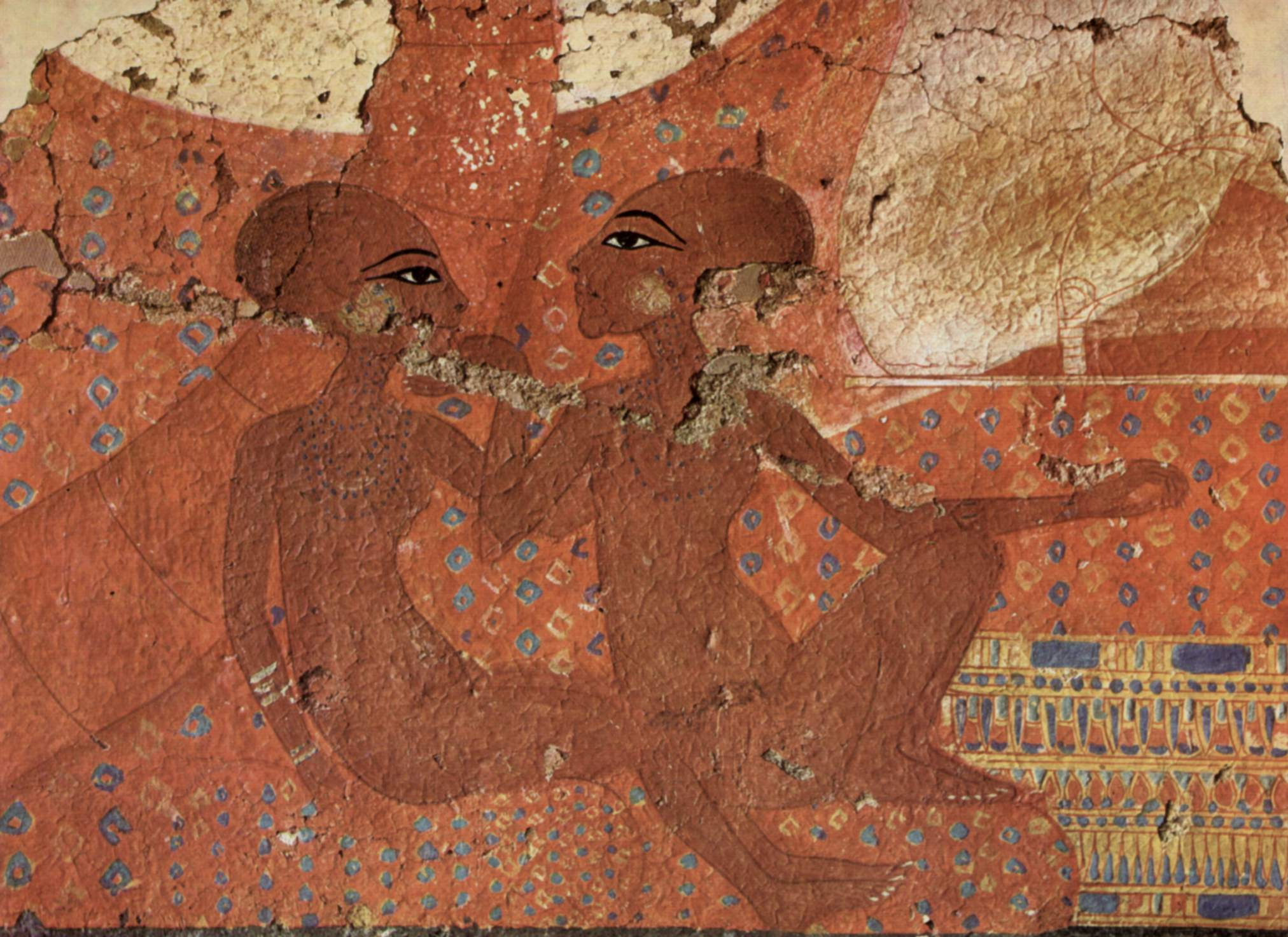
Las dos hijas de Akenatón en un fresco de Amarna.

## Literatura
La obra más conocida de este periodo es el Himno a Atón, obra magistral de la literatura religiosa. Es un canto de amor y entusiasmo atribuido a Ajenatón y compuesto hacia 1360 a. C. 
De esta época son las Cartas de Amarna, correspondencia diplomática entre Egipto y Canaán y Amurru.